# Nassima Dob
Nassima Dob (sinh ngày 24 tháng 12 năm 1980) là một cầu thủ bóng ném của đội tuyển Algérie. Cô chơi cho câu lạc bộ GS Pétroliers, và trong đội tuyển quốc gia Algérie. Cô đại diện cho Algeria tại Giải vô địch bóng ném nữ thế giới 2013 ở Serbia, nơi đội tuyển Algérie xếp thứ 22.